# Aleksander Herczek
Aleksander Józef Herczek (ur. 1953) – polski biolog, profesor nauk biologicznych.

## Życiorys
W 1976 r. ukończył studia biologiczne, w 1981 r. obronił pracę doktorską, w 1994 r. habilitował się na podstawie pracy zatytułowanej Systematic position of Isometopinae FIEB. (Miridae, Heteroptera) and their intrarelationship. W 2002 r. uzyskał tytuł profesora nauk biologicznych.
Został zatrudniony na Uniwersytecie Śląskim w Katowicach.